# إيمي غارنت
إيمي غارنت (بالإنجليزية: Amy Garnett)‏ هي لاعبة اتحاد الرغبي بريطانية، ولدت في 31 مارس 1976 في كانتربيري في المملكة المتحدة.